# Belle and Sebastian
Belle and Sebastian je indie popová skupina, jenž vznikla v lednu 1996 ve skotském Glasgow. Často jsou srovnáváni s umělci jako je Nick Drake. Název Belle and Sebastian je inspirován dětskou knihou Bella a Sebastián (1965) od Cécile Aubry. Ačkoliv kapela neustále sklízí chválu kritiků, její „tesklivý pop“ nemá příliš velký komerční úspěch.

## Členové
Současní členové
- Stuart Murdoch – zpěv, elektrická a akustická kytara, klávesy (1996–současnost)
- Stevie Jackson – zpěv, elektrická a akustická kytara (1996–současnost)
- Chris Geddes – klávesy (1996–současnost)
- Richard Colburn – bicí a perkuse (1996–současnost)
- Sarah Martin – klávesy, elektrická a akustická kytara, zpěv (1997–současnost)
- Bobby Kildea – kytara a baskytara (2000–současnost)

Dřívější členové
- Stuart David – baskytara (1996–2000)
- Isobel Campbell – zpěv, cello (1996–2002)
- Mick Cooke – trubka, baskytara (1998–2013)

## Diskografie
Studiová alba
- Tigermilk (1996)
- If You're Feeling Sinister (1996)
- The Boy with the Arab Strap (1998)
- Fold Your Hands Child, You Walk Like a Peasant (2000)
- Storytelling (2002)
- Dear Catastrophe Waitress (2003)
- The Life Pursuit (2006)
- Belle and Sebastian Write About Love (2010)
- Girls in Peacetime Want to Dance (2015)
- Days of the Bagnold Summer (2019)
- A Bit of Previous (2022)
- Late Developers (2023)

Kompilační alba
- Push Barman To Open Old Wounds Push Barman to Open Old Wounds(2005)
- The Third Eye Centre (2013)

Živá alba
- If You're Feeling Sinister: Live at the Barbican (2005)
- The BBC Sessions (2008)